# 井上信之
井上 信之（いのうえ のぶゆき、1947年（昭和22年） -  ）は、日本の実業家。元正興電機製作所代表取締役。西部電機取締役。

## 来歴
福岡県出身。1970年、西南学院大学を卒業し、正興電機製作所に入社。

## 略歴
- 1970年11月 - ㈱正興電機製作所入社
- 1993年 3月 - ㈱正興電機製作所人事部長
- 1995年 6月 - ㈱正興電機製作所取締役就任 経理部長
- 2001年 6月 - ㈱正興電機製作所常務取締役就任
- 2002年 6月 - ㈱正興電機製作所取締役常務執行役員
- 2005年 6月 - ㈱正興電機製作所代表取締役社長就任
- 2013年 3月 - ㈱正興電機製作所同社相談役[1]
- 2015年 6月 - 西部電機㈱取締役就任
- 2018年 3月 - ㈱正興電機製作所特別顧問